# Gasramp van San Juan Ixhuatepec
De ramp van San Juan Ixhuatepec was een brand en een reeks grote explosies in een lpg-opslag van Petróleos Mexicanos (PEMEX) in San Juan Ixhuatepec, een voorstad van Mexico-Stad in de gemeente Tlalnepantla de Baz op 19 november 1984. Bij de ramp ontploften vier van de zes grote opslagtanks op het terrein en een groot deel van de kleinere tanks. Alle gebouwen binnen een straal van 300 meter, waaronder de opslag maar ook honderden woningen in de aangrenzende sloppenwijk, werden vrijwel volledig verwoest. De ramp kostte aan meer dan 500 mensen het leven en er vielen ongeveer 7000 gewonden.
De opslagfaciliteit bij San Juan Ixhuatepec bestond uit twee bolvormige tanks van ca. 2400 m³, vier van 1600 m³ en 48 cilindrische tanks van verschillende grootte. De totale capaciteit van de opslag was zo'n 16.000 m³. Naast de PEMEX-opslag waren nog twee distributiestations van andere bedrijven gevestigd, die hun lpg van het PEMEX-terrein betrokken. Hoewel de opslag in 1962 in onbewoond gebied was gebouwd, waren sloppenwijken ontstaan tot op 130 m van het terrein.
PEMEX wees direct na de ramp naar de aangrenzende bedrijven als oorzaak van de ramp, zonder daarvoor echter bewijs te kunnen leveren. Een TNO-onderzoek veronderstelt echter dat de ramp waarschijnlijk begon door een scheur in een 20 cm lpg-buis op het PEMEX-terrein, ontstaan door overdruk (een van de pompen in het systeem bleek drukken te kunnen genereren die veel hoger waren dan nodig en, belangrijker, hoger dan waarvoor de tanks en leidingen ontworpen waren.) Er ontstond een gaswolk van 150 bij 200 meter die afdreef naar de plaats waar overtollig gas werd afgefakkeld. De wolk kwam om tien over half zes 's ochtends tot ontbranding. Als gevolg hiervan ontploften in het uur daarna verschillende gashouders door bleves. De grootste explosies waren zo hevig dat de seismologische dienst 30 kilometer verderop de klappen registreerde als 0,5 op de schaal van Richter. Tot op meer dan een kilometer van de explosie ontstonden branden die pas aan het eind van de dag geblust konden worden, en in woningen soms nieuwe explosies teweegbrachten.